# Bumbles, Photographer
Bumbles, Photographer è un cortometraggio muto del 1913 diretto da W.P. Kellino. Il regista, specializzato in comiche, proveniva dal circo: realizzò negli anni dieci una serie di corti che avevano come protagonista il personaggio di Bumbles, interpretato da Phillipi. In questo film, compaiono anche gli acrobati della sua famiglia, The Famous Kellinos.

## Trama
Bumbles, diventato fotografo, si mette a fotografare la gente, ma va a finire dritto nel fiume.

## Produzione
Il film fu prodotto dalla EcKo.

## Distribuzione
Distribuito dall'Universal Pictures, il film - un cortometraggio di 152 metri - uscì nelle sale cinematografiche britanniche nell'agosto 1913.